# 长征三号丙运载火箭
长征三号丙运载火箭（简称：长三丙）是由中国运载火箭技术研究院在长征三号甲运载火箭基础上抓总研制的三级低温液体捆绑式运载火箭。它与长征三号乙火箭相比，助推器数量减少为两个，并且取消了助推器尾翼，其余的结构与长征三号乙基本相同。长征三号丙为中国首個采用双激光惯组+卫星导航复合制导技术的运载火箭，提高了飞行器的入轨精度。此外，长征三号丙还采用了当时中国最新的高码率传输技术，提高了火箭飞行时的数据传输速度及传输量。该火箭主要用于发射地球同步轨道卫星，现已正式投入国际卫星商业发射服务市场。

## 历史
长征三号丙火箭的研制工作是与长征三号乙同时开始进行的，并于1995年3月至5月与长征三号乙在西昌卫星发射中心完成合练。原计划长征三号丙火箭将用于发射鑫诺一号、马步海卫星以及那豪尔1B卫星，但由于1996年长征三号乙火箭首次发射时发生重大事故，为使该型号火箭尽快恢复发射而将上述三颗卫星改用长征三号乙发射，并暂停了长征三号丙的研制工作。从1998年开始继续进行研制工作，在此期间改进了设计方案，主要是在火箭一级加装两片尾翼，从而提高火箭的安全余量，2000年底完成试样研制工作。

## 相关参数

### 標準型
长征三号丙运载標準型火箭全长54.838米，一、二子级直径3.35米、助推器直径2.25米，三子级直径3.0米、整流罩的最大直径可达4米。火箭的一、二子级及助推器使用的推进剂是偏二甲肼和四氧化二氮，三子级用的是液氢和液氧为推进剂，标准地球同步转移轨道运载能力为3.8吨。长三丙標準型現已退役。
全箭由箭体结构、动力系统、控制系统、遥测系统、外测安全系统、滑行段推进剂管理与姿态控制系统、低温推进剂利用系统、分离系统以及辅助系统等组成。

#### 助推器
每枚助推器捆长15.326米，上部是装有液体四氧化二氮的氧化剂箱，下部是装有液体偏二甲肼的燃烧剂箱。两个助推器各配有一台推力为75吨的YF-25型发动机，喷管固定不摆。

#### 一子级
一子级长23.272米，上部是装有液体四氧化二氮的氧化剂箱，下部是装有液体偏二甲肼的燃烧剂箱。一子级装配有YF-21C型发动机，该发动机是由四台推力为75吨的液体四氧化二氮/偏二甲肼YF-20C发动机并联而成。每台YF-20C型发动机的喷口可以在伺服机构的带动下单向摆动以控制火箭飞行的姿态，最大的摆动角为10度。

#### 二子级
二子级长12.92米，上部是装有液体四氧化二氮的氧化剂箱，下部是装有液体偏二甲肼的燃烧剂箱。二子级装配有75吨推力的YF-22E型发动机（主发动机）和带四个小喷管、推力为4.8吨的游动发动机YF-23C。主发动机喷管固定不动，游动发动机喷管可作单向摆动，最大摆角60度，以控制箭体飞行姿态。

#### 三子级
三子级长12.375米，上部是装有液氢的燃烧剂箱，下部是装有液氧的氧化剂箱。三子级采用的是YF-75氢氧发动机，具有二次启动能力，由两独立的单管发动机并联而成，每台推力8吨，可在伺服机构的带动下双向摆动，最大综合摆角4度，控制三子级箭体飞行姿态。

#### 整流罩
在火箭飞行穿过大气层这段过程中，火箭顶部的卫星整流罩保护卫星免受来自大气层的各种干扰。卫星整流罩为卫星提供了一个良好的环境。长征三号丙火箭的卫星整流罩由端头帽、双锥段、圆柱段和倒锥段组成。端头帽由玻璃钢纤维材料制成，具有良好的无线电透波性。双锥段和圆柱段是由金属蜂窝材料制成，倒锥段由化铣合金材料制成。如果需要，无线电透波窗口和操作窗口可以在柱段和双锥段上开口。长三丙火箭整流罩长9.561米，最大外直径4.0米，其静包络最大直径为3.65。

#### 星箭接口
长征三号丙火箭可以提供多种机械接口，但一般来说，提供标准的937B和1194机械接口。卫星的下端框与火箭的有效载荷支架的上端框对接，通过包带来锁紧。

### 增強型
芯一级加长1.488米，助推器加长0.768米，推进剂质量提升近20吨。

#### 改進二型
改進二型运载火箭全长56.326米，使用4米直徑4000F型整流罩，标准地球同步转移轨道运载能力提高至3.9吨。
2014年10月24日凌晨在西昌卫星发射中心，长征三号丙改二型火箭首飞，将探月工程三期再入返回飞行试验器发射成功。

#### 改進三Z型
改進三Z型运载火箭全长57.126米，使用4.2米直徑4200Z型整流罩，标准地球同步转移轨道运载能力为3.7吨，可配合远征一号上面级。

## 飞行时序

### 任务描述
长征三号丙运载火箭可以将卫星送入地球同步转移轨道(GTO)。在执行一个典型的GTO任务时，长三丙火箭的一、二子级首先将卫星和三子级的组合体送入一个圆形的停泊轨道，然后三子级进行600多秒的滑行段飞行，在组合体在火箭控制系统的控制下进行再定向之后，三子级发动机再次点火将组合体送入目标GTO轨道，最后，三子级和卫星分离。

### 典型飞行时序
| 事件                                 | 飞行时间（秒） | 高度（千米） | 发射场距离（千米） | 纬度（北纬） | 经度（东经） |
| ------------------------------------ | -------------- | ------------ | ------------------ | ------------ | ------------ |
| 起飞                                 | 0.0            | 1.8          | 0.0                | 28.2         | 102.0        |
| 程序转弯                             | 10.0           |              |                    | 28.2         | 102.0        |
| 助推器关机                           | 127.5          | 48.7         | 50.6               | 28.2         | 102.5        |
| 助推器分离                           | 129.0          | 50.0         | 52.9               | 28.2         | 102.6        |
| 一子级关机                           | 145.2          | 64.7         | 82.0               | 28.1         | 102.9        |
| 一、二子级分离                       | 146.7          | 66.1         | 85.1               | 28.1         | 102.9        |
| 整流罩抛罩                           | 258.7          | 147.5        | 374.7              | 27.7         | 105.8        |
| 二子级主发动机关机                   | 328.0          | 181.9        | 640.6              | 27.3         | 108.4        |
| 二子级游动发动机关机                 | 333.0          | 184.3        | 663.4              | 27.2         | 108.7        |
| 二、三子级分离和三子级发动机一次点火 | 334.0          | 184.8        | 667.9              | 27.2         | 108.7        |
| 三子级一次关机                       | 650.6          | 208.7        | 2465.0             | 22.8         | 125.8        |
| 滑行段开始                           | 654.1          | 208.6        | 2490.0             | 22.7         | 126.1        |
| 滑行段结束和三子级发动机二次点火     | 1323.2         | 194.8        | 7295.2             | 3.2          | 165.9        |
| 三子级发动机二次关机和末速修正开始   | 1474.9         | 215.8        | 8541.6             | -2.5         | 175.6        |
| 末速修正结束                         | 1494.9         | 226.4        | 8730.8             | -3.3         | 177.0        |
| 卫星/火箭分离                        | 1574.9         | 295.1        | 9478.8             | -6.6         | 182.9        |

## 入轨参数
长征三号丙运载火箭的标准GTO参数及入轨精度如下：
| 参数       | 标准GTO轨道参数 | 入轨精度（3s） |
| ---------- | --------------- | -------------- |
| 近地点高度 | 200 km          | ±30 km         |
| 远地点高度 | 35786 km        | 半长轴 ±120 km |
| 轨道倾角   | 28.5°           | ±0.21°         |
| 近地点幅角 | 179.6°          | ±0.6°          |

## 发射记录
| 飞行次序           | 火箭序号 | 火箭型号 | 上面級   | 起飞时间（UTC+8）           | 发射工位                | 有效载荷                                             | 卫星轨道         | 发射结果 |
| ------------------ | -------- | -------- | -------- | --------------------------- | ----------------------- | ---------------------------------------------------- | ---------------- | -------- |
| 1                  | 遥一     | 標準型   |          | 2008年4月25日 23时35分      | 西昌卫星发射中心2号工位 | 天链一号01星                                         | 超同步轉移軌道   | 成功     |
| 2                  | 遥三     | 標準型   |          | 2009年4月15日 0时16分       | 西昌卫星发射中心2号工位 | 北斗二号G2                                           | 地球同步轉移軌道 | 成功     |
| 3                  | 遥二     | 標準型   |          | 2010年1月17日 0时12分       | 西昌卫星发射中心2号工位 | 北斗二号G1                                           | 地球同步轉移軌道 | 成功     |
| 4                  | 遥四     | 標準型   |          | 2010年6月2日 23时53分       | 西昌卫星发射中心2号工位 | 北斗二号G3                                           | 地球同步轉移軌道 | 成功     |
| 5                  | 遥七     | 標準型   |          | 2010年10月1日 18时59分57秒  | 西昌卫星发射中心2号工位 | 嫦娥二号                                             | 地月轉移軌道     | 成功     |
| 6                  | 遥五     | 標準型   |          | 2010年11月1日 0时26分       | 西昌卫星发射中心2号工位 | 北斗二号G4                                           | 地球同步轉移軌道 | 成功     |
| 7                  | 遥八     | 標準型   |          | 2011年7月11日 23时41分      | 西昌卫星发射中心2号工位 | 天链一号02星                                         | 超同步轉移軌道   | 成功     |
| 8                  | 遥六     | 標準型   |          | 2012年2月25日 0时12分       | 西昌卫星发射中心2号工位 | 北斗二号G5                                           | 地球同步轉移軌道 | 成功     |
| 9                  | 遥九     | 標準型   |          | 2012年7月25日 23时43分      | 西昌卫星发射中心2号工位 | 天链一号03星                                         | 超同步轉移軌道   | 成功     |
| 10                 | 遥十     | 標準型   |          | 2012年10月25日 23时33分     | 西昌卫星发射中心2号工位 | 北斗二号G6                                           | 地球同步轉移軌道 | 成功     |
| 11                 | 遥十二   | 改进Ⅱ型  |          | 2014年10月24日 02时0分      | 西昌卫星发射中心2号工位 | 再入返回飞行试验器 4M无线电信标 微型试验飞行器PS86X1 | 地月自由返回轨道 | 成功     |
| 12                 | 遥十一   | 改进ⅢZ型 | 远征一号 | 2015年3月30日 21时52分30秒  | 西昌卫星发射中心2号工位 | 北斗三号I1-S                                         | 傾斜地球同步軌道 | 成功     |
| 13                 | 遥十四   | 改进ⅢZ型 | 远征一号 | 2016年2月1日 15时29分       | 西昌卫星发射中心2号工位 | 北斗三号M3-S                                         | 中地球轨道       | 成功     |
| 14                 | 遥十五   | 改进Ⅱ型  |          | 2016年6月12日 23时30分      | 西昌卫星发射中心3号工位 | 北斗二号G7                                           | 地球同步转移轨道 | 成功     |
| 15                 | 遥十三   | 改进Ⅱ型  |          | 2016年11月22日 23时24分04秒 | 西昌卫星发射中心2号工位 | 天链一号04星                                         | 超同步转移轨道   | 成功     |
| 16                 | 遥十七   | 改进Ⅱ型  |          | 2018年12月25日 00时53分     | 西昌卫星发射中心3号工位 | 通信技术试验卫星三号                                 | 地球同步转移轨道 | 成功     |
| 17                 | 遥十六   | 改进Ⅱ型  |          | 2019年5月17日 23时48分      | 西昌卫星发射中心2号工位 | 北斗二号G8                                           | 地球同步转移轨道 | 成功     |
| 18                 | 遥十八   | 改进Ⅱ型  |          | 2021年7月6日 23时53分       | 西昌卫星发射中心2号工位 | 天链一号05星                                         | 超同步转移轨道   | 成功     |
| 19                 |          | 改进Ⅱ型  |          | 2025年5月13日 02时09分      | 西昌卫星发射中心3号工位 | 通信技术试验卫星十九号                               | 地球同步转移轨道 | 成功     |
| \| 成功率：100% \| |          |          |          |                             |                         |                                                      |                  |          |
| 成功率：100%       |          |          |          |                             |                         |                                                      |                  |          |

### 数据统计
- 成功
- 计划
- 部分失利
- 失利

### 遥一
2008年4月25日23时35分在西昌卫星发射中心成功发射中国首颗数据中继卫星天链一号01星。此次发射是该新型火箭的首次发射，也是长征系列运载火箭的第105次飞行，使得长征系列火箭自1996年10月以来连续63次发射成功，连续成功率为世界第一位。

### 遥十三
2016年11月22日23时24分，长三丙遥十三火箭在西昌卫星发射中心点火升空，将“天链一号04星”送入预定轨道，发射取得圆满成功。这是西昌卫星发射中心的第100次发射，2号工位第67次发射任务，长征系列运载火箭的第241次飞行，中国运载火箭技术研究院的第160次发射。

### 遥十六
2019年5月17日23时48分，长三丙遥十六火箭将北斗二号G8星（补网）成功送入预定轨道，这是第45颗北斗导航卫星，属地球静止轨道卫星，是北斗二号工程的第四颗备份卫星。这次发射是中国运载火箭技术研究院（一院）的第200次发射，是长三丙的第17次发射。

## 資料來源
1. ↑  刘建忠; 李聃. . 《中国航天》.[]
2. 1 2 3 4 5 6 7  .   [2010-10-02]. （原始内容存档于2012-06-19） （中文（中国大陆））.
3. ↑  . 科技日报. 2014-10-24  [2016-06-23]. （原始内容存档于2016-08-13）.
4. ↑  .   [2010-10-08]. （原始内容存档于2016-08-26） （中文（中国大陆））.
5. ↑  .   [2010-10-08]. （原始内容存档于2014-10-31） （中文（中国大陆））.
6. ↑  . 中国新闻网.   [2010-10-08]. （原始内容存档于2010-04-03） （中文（中国大陆））.
7. ↑  . 中国新闻网.   [2010-10-08]. （原始内容存档于2010-06-08） （中文（中国大陆））.
8. ↑  . 中国日报.   [2010-10-08] （中文（中国大陆））.[永久]
9. ↑  . 新华网.   [2010-10-08]. （原始内容存档于2012-06-14） （中文（中国大陆））.
10. ↑  福建日报. . 凤凰网. 2011-07-13  [2011-08-20]. （原始内容存档于2019-08-24） （中文）.
11. ↑  . 新华社. 2016-11-22  [2016-11-23]. （原始内容存档于2017-03-05） （中文（中国大陆））.
12. ↑  . 新华社. 2018-12-25  [2018-12-24]. （原始内容存档于2020-10-28） （中文（中国大陆））.
13. ↑  . 新华社. 2019-05-18  [2019-05-17]. （原始内容存档于2020-10-20） （中文（中国大陆））.
14. ↑  李国利、黄国畅. . 新华社. 2021-07-07  [2021-07-07]. （原始内容存档于2021-07-09） （中文（中国大陆））.
15. ↑  中国运载火箭技术研究院. . 微信公众号. 2025-05-12  [2025-05-12].
16. ↑  .   [2016-11-27]. （原始内容存档于2016-11-27）.
17. ↑  . 中国日报网. 2019-05-18  [2019-05-18]. （原始内容存档于2019-05-22） （中文（中国大陆））.